# Petrovo Selo (Dubrovnik)
Petrovo Selo falu Horvátországban, Dubrovnik-Neretva megyében. Közigazgatásilag Dubrovnik községhez tartozik.

## Fekvése
A Dubrovnik városától légvonalban 3, közúton 6 km-re északra a Dubrovniki tengermelléken, Mokošica és a hercegovinai határ között fekszik.

## Története
Az itt élt első ismert nép az illírek voltak, akik az i. e. 2. évezredtől fogva éltek itt magaslatokon épített erődített településeken és kövekből rakott halomsírokba temetkeztek. Az illírek i. e. 35-ig uralták a térséget, amikor Octavianus hadai végső győzelmet arattak felettük. A Nyugatrómai Birodalom bukása után 493-tól a keleti gótok uralták a területet. 535-ben Dalmáciával együtt a Bizánci Császárság uralma alá került. A horvátok ősei a 7. században érkeztek Dalmáciába és csakhamar megalapították első településeiket. Ezek elsőként a termékeny mező melletti, ivóvízzel rendelkező helyeken alakultak ki. Petrovo Selo területe a 10. században a Raguzai Köztársaság része lett.
A Raguzai Köztársaság bukása után 1806-ban Dalmáciával együtt ez a térség is a köztársaságot legyőző franciák uralma alá került, de Napóleon bukása után 1815-ben a berlini kongresszus Dalmáciával együtt a Habsburgoknak ítélte. A településnek 1857-ben 194, 1910-ben 125 lakosa volt. 1918-ban az új szerb-horvát-szlovén állam, majd később Jugoszlávia része lett. A délszláv háború során 1991. október 1-jén kezdődött a jugoszláv hadsereg (JNA) támadása a Dubrovniki tengermellék ellen. A térség fontos szerepet játszott a közeli Dubrovnik védelmében. Októberben súlyos harcok a birtoklásáért, míg végül elfoglalták a szerb csapatok. Az elfoglalt települést a szerb erők kifosztották és felégették. 1992. májusáig lényegében lakatlan volt. A felszabadító harcok 1992 áprilisában és májusában tartottak. A háború után rögtön elkezdődött az újjáépítés. A településnek 2011-ben 23 lakosa volt, akik főként mezőgazdasággal, állattartással foglalkoztak.

## Népesség
| Lakosság változása | Lakosság változása | Lakosság változása | Lakosság változása | Lakosság változása | Lakosság változása | Lakosság változása | Lakosság változása | Lakosság változása | Lakosság változása | Lakosság változása | Lakosság változása | Lakosság változása | Lakosság változása | Lakosság változása | Lakosság változása |
| ------------------ | ------------------ | ------------------ | ------------------ | ------------------ | ------------------ | ------------------ | ------------------ | ------------------ | ------------------ | ------------------ | ------------------ | ------------------ | ------------------ | ------------------ | ------------------ |
| 1857               | 1869               | 1880               | 1890               | 1900               | 1910               | 1921               | 1931               | 1948               | 1953               | 1961               | 1971               | 1981               | 1991               | 2001               | 2011               |
| 194                | 180                | 148                | 135                | 129                | 125                | 158                | 167                | 110                | 94                 | 99                 | 83                 | 0                  | 0                  | 20                 | 23                 |

(1857-ben, 1869-ben, 1921-ben és 1931-ben a szomszédos Podbrežjével együtt, 1981-ben és 1991-ben lakosságát Dubrovnikhoz számították.)

## Nevezetességei
- A Gyógyító Boldogasszony („Crkva Gospe od Zdravlja”) tiszteletére szentelt temploma[4] mai formájában 1902-ben épült. 1989-ben egy tűzvészben, mely a közeli ciprusokra is átterjedt a templom súlyos károkat szenvedett. 1998-ban megújították. A templom a táj közepén, Petrovo Selo és Pobrežje között egy hatalmas fennsíkon található. „Gospa od vodica” (Víz Boldogasszonya) néven is ismert. Korabeli források szerint már az 1667-es földrengés előtt is létezett, és a 17. században állították helyre.

- Szent Pankráciusz templom romjai.

- Mirinovoi régészeti lelőhely.

## Gazdaság
Gazdaságilag fejletlen elővárosi jellegű település. A helyi gazdaság  alapját a mezőgazdaság és az állattartás képezi. Lakónak nagy része a közeli Dubrovnikban dolgozik.